# Янчо Хайдуков
Янчо Стоилов Хайдуков е български революционер и политик, деец на Българския земеделски народен съюз.

## Биография
Роден е на 1 октомври 1882 година в горноджумайското село Лешко. Брат му Никола Хайдуков е деец на БЗНС и депутат. Преследвани от османските власти, семейството емигрира в Свободна България и се установява в Стари дол, Дупнишко. След освобождението на Пиринско в 1912 година, се установяват в Горна Джумая. Влиза в БЗНС и през 1918 г. е избран за председател на околийската земеделска дружба. През 1920 г. по негова инициатива се създава Районен кооперативен земеделски синдикат „Земледелец“, чиято цел е търговия с тютюн, а Хайдуков влиза в неговия управителен съвет. В периода 13 юли - 2 ноември 1921 година е кмет на Горна Джумая. Делегат е на XVI конгрес на БЗНС.
След Деветоюнския преврат през 1923 става нелегален, като работи за сближаване на БЗНС и БКП. Участва в Септемврийското въстание в състава на Горноджумайския въстанически отряд. Пленен е и ранен след сражение в района на село Бистрица в Рила. На 27 септември 1923 година е убит по жесток начин от дейци на ВМРО в местността Бачиново.